# همه (آلبوم لاجیک)
 «همه» (به انگلیسی: Everybody) سومین آلبوم استودیی از رپر اهل ایالات متحده آمریکا لاجیک است که در سال ۲۰۱۷ میلادی منتشر شد. سه تک‌آهنگ از این آلبوم منتشر شده‌است: همه، مرد عنکبوتی سیاه‌پوست، و ۱-۸۰۰-۲۷۳-۸۲۵۵ (به همراهی آلیسیا کارا و خالید). این آلبوم در چارت آمریکا به رتبه یک رسید.